# Adam Price (Drehbuchautor)

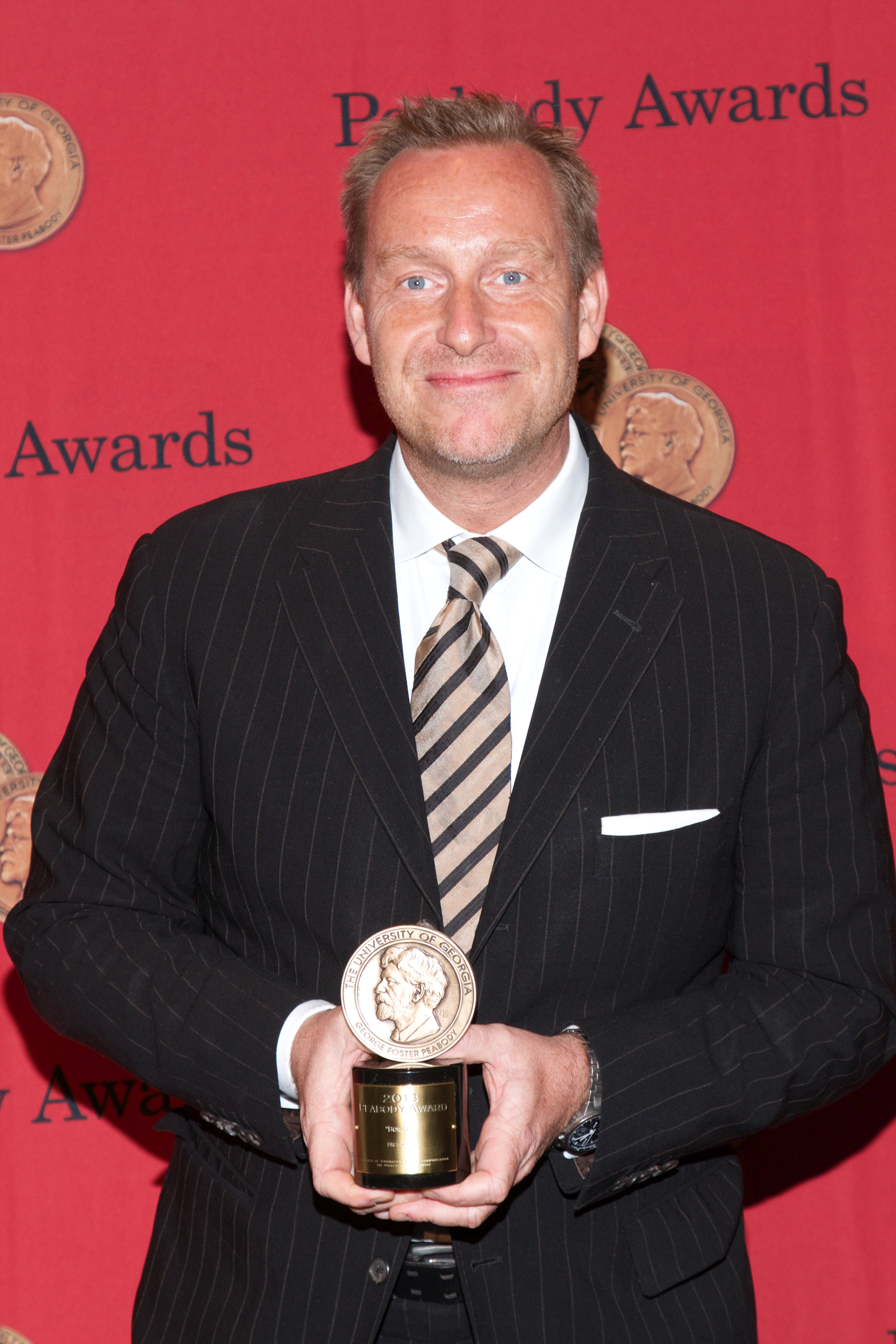
Adam Price

Adam Price (* 7. Mai 1967 in Kopenhagen) ist ein dänischer Drehbuchautor, Restaurantbesitzer und Fernsehkoch.

## Leben und Karriere
Er schrieb das Drehbuch für die von 2010 bis 2013 laufende dänische Politserie Borgen – Gefährliche Seilschaften, die zu einem internationalen Erfolg wurde. 2012 erhielt er dafür gemeinsam mit Kollegen den BAFTA Award für die beste internationale Fernsehserie.
2017 feierte seine Serie Die Wege des Herrn über eine Pfarrersfamilie Premiere in Dänemark und wurde 2018 auch auf Arte ausgestrahlt. Motivation für die Serie ist laut Price die Beschäftigung mit der Rolle der Religion in einer säkularen Gesellschaft gewesen.
2020 wurde die erste Staffel seiner Serie Ragnarök von Netflix erstausgestrahlt. Hier stehen die Umweltzerstörung und die Nordische Mythologie im Mittelpunkt.
Price gehören mehrere dänische Restaurants. Mit seinem Bruder tritt er in der in Dänemark sehr populären Kochshow Spise med Price (deutsch: Essen mit Price) auf.

## Nachweise
1. ↑  "Borgen": Verspätete Landung der weltbesten Serie. 6. Juli 2013, abgerufen am 19. Februar 2019.
2. ↑  Iris Alanyali: TV-Serie „Borgen“: Ein Land muss man führen wie einen Bio-Supermarkt. 31. Oktober 2013 (welt.de [abgerufen am 19. Februar 2019]).
3. ↑  Television Awards Winners in 2012. 24. April 2012, abgerufen am 19. Februar 2019 (englisch).
4. ↑  Carolin Ströbele: "Die Wege des Herrn": Mann Gottes. In: Die Zeit. 29. November 2018, ISSN 0044-2070 (zeit.de [abgerufen am 19. Februar 2019]).
5. ↑  DWDL de GmbH: Die Liga des Adam Price und der Drang nach Berlin. Abgerufen am 19. Februar 2019.
6. 1 2  Feeding Britain’s Scandi love: Meet Adam Price, the Danish. 10. November 2013, abgerufen am 19. Februar 2019 (englisch).
7. ↑  Gesche Picolin: Rothenkruger Kulturpreis an Tausendsassa Adam Price. In: Der Nordschleswiger. Abgerufen am 19. Februar 2019.